# Georg IX av Kartli
Georg IX av Kartli, död 1539, var en georgisk monark. Han var kung i kungariket Kartli mellan 1525 och 1527.